# Керсья, Жюльен
Жюлье́н Керсья́(фр. Julien Quercia; 17 августа 1986, Тьонвиль, Франция) — французский футболист, нападающий.

## Карьера

### Клубная
Жюльен Керсья — воспитанник клуба «Сошо». Дебютировал в команде 3 декабря 2005 года в матче чемпионата Франции против «Страсбура»
.
Первый гол за «Сошо» Форвард забил 19 августа 2006 года в ворота Патрика Реньо из «Седана»
.
В сезоне 2006/07 «Сошо» выиграл кубок Франции и в следующем сезоне играл в кубке УЕФА. Керсья дебютировал на турнире 20 сентября 2007 года в матче против греческого «Паниониоса».
Всего в составе «Сошо» нападающий провёл 2 с половиной сезона, сыграв за команду в различных турнирах 60 матчей и забив 4 гола. В январе 2008 года Жюльен Керсья перешёл в «Осер».
За «Осер» форвард впервые сыграл 9 февраля 2008 года в матче Лиги 1 против «Ренна»
.
9 августа 2008 Керсья с передачи Кевина Лежёна забил свой первый гол за «Осер» (в ворота голкипера «Нанта» Тони Эртебиса).
В декабре 2009 года игрок перенёс операцию на крестообразных связках, из-за чего пропустил 10 месяцев.
В сезоне 2010/11 нападающий дебютировал в Лиге чемпионов. Это произошло в Санкт-Петербурге в ответном матче четвёртого квалификационного раунда с «Зенитом».
Жюльен Керсья выступал за «Осер» до окончания сезона 2010/11, после чего стал игроком «Лорьяна».
В первом же матче за «мерлузовых» форвард забил гол в ворота «Пари Сен-Жермен», реализовав передачу Янна Жуффре. Гол позволил «Лорьяну» одержать выездную победу с минимальным счётом.
За «Лорьян» нападающий выступает нерегулярно: за полтора сезона в команде он сыграл меньше 10 матчей в Лиге 1.

### В сборной
Жюльен Керсья не выступал за юношеские сборные Франции. В 2006—2007 годах он сыграл за молодёжную сборную 2 матча, в которых забил 1 гол (21 августа 2007 года в товарищеской игре со сверстниками из Италии).
В первую сборную страны нападающий также не вызывался.

## Статистика
| Клуб              | Сезон   | Национальный чемпионат | Национальный чемпионат | Национальный чемпионат | Национальные кубки | Национальные кубки | Континентальные кубки | Континентальные кубки | Всего | Всего |
| Клуб              | Сезон   | Лига                   | Игры                   | Голы                   | Игры               | Голы               | Игры                  | Голы                  | Игры  | Голы  |
| ----------------- | ------- | ---------------------- | ---------------------- | ---------------------- | ------------------ | ------------------ | --------------------- | --------------------- | ----- | ----- |
| Сошо              | 2005/06 | Лига 1                 | 6                      | 0                      | 0                  | 0                  | 0                     | 0                     | 6     | 0     |
| Сошо              | 2006/07 | Лига 1                 | 26                     | 2                      | 7                  | 1                  | 0                     | 0                     | 33    | 3     |
| Сошо              | 2007/08 | Лига 1                 | 18                     | 1                      | 1                  | 0                  | 2                     | 0                     | 21    | 1     |
| Всего за «Сошо»   |         |                        | 50                     | 3                      | 8                  | 1                  | 2                     | 0                     | 60    | 4     |
| Осер              | 2007/08 | Лига 1                 | 13                     | 0                      | 2                  | 1                  | 0                     | 0                     | 15    | 1     |
| Осер              | 2008/09 | Лига 1                 | 13                     | 3                      | 1                  | 1                  | 0                     | 0                     | 14    | 4     |
| Осер              | 2009/10 | Лига 1                 | 10                     | 0                      | 2                  | 0                  | 0                     | 0                     | 12    | 0     |
| Осер              | 2010/11 | Лига 1                 | 19                     | 4                      | 4                  | 1                  | 6                     | 0                     | 30    | 5     |
| Всего за «Осер»   |         |                        | 55                     | 7                      | 9                  | 3                  | 6                     | 0                     | 70    | 10    |
| Лорьян            | 2011/12 | Лига 1                 | 3                      | 1                      | 0                  | 0                  | 0                     | 0                     | 3     | 1     |
| Лорьян            | 2012/13 | Лига 1                 | 5                      | 1                      | 1                  | 2                  | 0                     | 0                     | 6     | 3     |
| Всего за «Лорьян» |         |                        | 8                      | 2                      | 1                  | 2                  | 0                     | 0                     | 9     | 4     |
| Всего             |         |                        | 113                    | 12                     | 18                 | 6                  | 8                     | 0                     | 139   | 18    |